# Херсковиц, Айра
Айра Херсковиц (Ira Herskowitz; 14 июля 1946, Бруклин, Нью-Йорк — 28 апреля 2003, Сан-Франциско, Калифорния) — американский генетик. Член Национальных Академии наук (1986) и Медицинской академии (2002) США, профессор Калифорнийского университета в Сан-Франциско.
Окончил Калифорнийский технологический институт (бакалавр, 1967). В 1971 году в Массачусетском технологическом институте получил степень доктора философии по микробиологии. Как вспоминал Дэвид Ботштейн, он фактически стал первым постдоком в его лаборатории. В 1972 году открыл собственную лабораторию в Орегонском университете. C 1982 года в Калифорнийском университете в Сан-Франциско, с 1990 по 1995 год возглавлял его кафедру биохимии и биофизики.
В 1985 году президент Генетического общества Америки (Genetics Society of America).
Умер от рака.
Член Американской академии искусств и наук (1988).

## Награды и отличия
- Eli Lilly and Company-Elanco Research Award[нем.] (1983)
- NAS Award for Scientific Reviewing (1985)
- Стипендия Мак-Артура (1987)[6]
- Genetics Society of America Medal[англ.] (1988)
- Медаль Томаса Ханта Моргана, Общество генетики Америки (2002)
- Премия Розенстила (2002)